# Йорк
Вижте пояснителната страница за други значения на Йорк.
Йорк (на английски: York) е град в североизточна Англия, графство Северен Йоркшър. Йорк е с население от 191 800 жители (2005 г.) и обща площ от 271,94 км² (105 мили²). Намира се на място, където се сливат две реки. В града се намират Йоркската катедрала и Йоркският университет, в който следват близо 18 000 студенти.

## Спорт
Представителният футболен отбор на града се казва Йорк Сити.